# Läsart
Läsart eller variant eller läsning (eng. variant reading, variant, reading) kallas inom textkritiken de avvikelser från majoriteten av manuskripten till ett bestämt verk som förekommer i ett eller flera manuskript. 
De olika läsarterna kan ha uppkommit genom misstag eller genom att man sökt harmoniera texten eller censurera partier av den. I avskriftsprocessen kan en läsart ha spridit sig till andra manuskript eller familjer av manuskript. Läsarterna uppkommer vanligen under avskriftsprocessens gång, men en modern textkritiker kan också göra emendationer och konjekturer. Inom textkritiken finns utvecklade regler och metoder för hur man fastställer vilka läsarter som sannolikast är ursprungliga.
Att rekonstruera ursprungstexten, eller den tidigaste i skrift omvittnade texten, genom att jämföra olika läsarter kallas ibland lägre kritik (synonym till textkritik), till skillnad från högre kritik som försöker gå bakom denna text genom att analysera innehållet i texten och spekulera om författarskap och redigeringar.
Den skrift som finns i överlägset flest manuskript är Bibeln. Moderna utgåvor av grundtexten innehåller en textkritisk apparat som förtecknar varje läsart som förekommer och anger vilka textvittnen som anför den med hjälp av symboler, förkortningar eller nummer för olika manuskript och familjer av manuskript.